# James Jesus Angleton
James Jesus Angleton (9 de diciembre de 1917 - 11 de mayo de 1987)fue un agente de inteligencia que sirvió como jefe del Departamento de contrainteligencia de la Agencia Central de Inteligencia desde el año 1954 al 1975. Según el Director Central de Inteligencia Richard Helms, Angleton fue "reconocido como la figura dominante de contrainteligencia en el mundo no-comunista".

## Biografía
En la Segunda Guerra Mundial, Angleton ejerció en la Office of Strategic Services, en Italia y Londres. Luego de la guerra, regresó a Washington D. C. para volverse uno de los oficiales fundadores de la CIA. Inicialmente, su cargo era el de recolección de inteligencia extranjera y la conexión con organizaciones homólogas en países aliados. En 1954, Allen Dulles promovió a Angleton a jefe del Personal de Contrainteligencia. Como jefe, Angleton se involucró importantemente en la deserción de Anatoliy Golitsyn y Yuri Nosenko. Mediante Golitsyn, Anglenton se convenció de que la CIA albergaba un Agente encubierto de alto rango, esta convicción le llevó a una búsqueda intensiva dentro de la CIA. Sigue siendo sujeto de intenso debate histórico el hecho de si esto se trató de una precaución apropiada o una caza de brujas altamente destructiva.
El periodista de investigación Edward Jay Epstein coincide con la alta estima que sus colegas del sector de inteligencia tenían por Angleton y añade que se ganó la "confianza de seis directores de la CIA, entre ellos el general Walter Bedell Smith, Allen Dulles y Richard Helms. Mantuvieron a Angleton en puestos clave y valoraron su trabajo".